# Cunda
Cunda (novořecky Μοσχονήσι Moschonisi), ve starověku Nasos (starořecky Νάσος), je ostrov v Turecku. Leží 16 km od řeckého ostrova Lesbos a nedaleko od tureckého města Ayvalı. Žije zde okolo 5 000 obyvatel.

## Dějiny
Ve starověku osídlil ostrov řecký kmen Aiólů a nazýval se Nasos. V roce 1923 zde žilo 9 000 obyvatel, všechno byli Řekové, kteří ve stejný rok, během řecko-turecké výměny obyvatelstva, odešli do Řecka. Ostrov pak osídlili řecky hovořící muslimové z Kréty, řečtina je tak na ostrově používána i dnes.